# Azymuth
Azymuth é uma banda brasileira de diversas influências, formada em 1973 na cidade do Rio de Janeiro por três conhecidos músicos de estúdio que acompanharam diversos artistas de sucesso da música popular brasileira na década de 1970: José Roberto Bertrami, Alex Malheiros e Ivan Conti. Obtiveram moderado sucesso com sua carreira no Brasil até se mudarem para os Estados Unidos e iniciar uma carreira internacional longa, eclética e de sucesso durante os anos 1980. Após problemas no início da década seguinte, voltaram à boa forma a partir da segunda metade da década, impulsionados pelo estouro do acid jazz e um renovado interesse pelo seu trabalho, assinando com a gravadora inglesa Far Out Recordings. Em 2012, com a morte do tecladista Bertrami, o grupo continuou suas atividades com Fernando Moraes em seu lugar.
Suas músicas são majoritariamente instrumentais, variando desde o samba até o funk, numa espécie de jazz fusion, constituindo-se num estilo chamado pelos integrantes de "samba doido". Seus principais sucessos são "Linha do Horizonte", "Melô da Cuíca", "Saltos das Sete Quedas" e "Voo sobre o Horizonte" - no Brasil -, além do grande sucesso internacional "Jazz Carnival".

## História

### Antes do Azymuth
José Roberto Bertrami, Alex Malheiros e Ivan Conti se conheceram nos idos de 1968 quando acompanhavam os artistas que gravavam pelo gravadora Equipe de Oswaldo Cadaxo, como Eumir Deodato e seu conjunto Os Catedráticos, Paulo Moura e Candeia. Com a experiência adquirida como músicos de estúdio e, também, acompanhando grandes nomes da cena cultural brasileira de fins da década de 1960, os três formam - juntamente com a cantora Fabíola e o percussionista Ariovaldo Contesini - o grupo "Seleções", em 1970, para tocar covers na antiga boate carioca "Monsieur Pujol", da dupla Miele & Boscoli.
Nessa mesma época, são contratados como músicos de estúdio pela Phonogram participando de vários discos da gravadora, como de Raul Seixas (Os 24 Maiores Sucessos da Era do Rock, Krig-ha, Bandolo!, Gita e Novo Aeon), Rita Lee (participação de Mamão em Atrás do Porto Tem uma Cidade), Elis Regina (Em Pleno Verão e Ela) e Odair José (Assim sou eu..., Odair José, Lembranças e Odair), entre outros. Em 1972, o trio conhece Marcos Valle e grava dois álbuns obscuros com o artista carioca que seriam lançados sem identificação de autor: Som Ambiente, pelo selo CID Entertainment, e Brazil by Music Fly Cruzeiro, que havia sido especialmente produzido para ser dado como brinde aos clientes da extinta companhia aérea Cruzeiro do Sul, da qual o pai dos irmãos Valle era diretor e Paulo Sérgio havia sido piloto. Além desses trabalhos, gravam, também com Valle, um compacto em que são creditados como "Alan and his Orchestra" - de acordo com a moda da época de gravar com pseudônimos em inglês.

### Início e sucesso nacional
Em 1973, os irmãos Valle foram chamados para fazer a trilha do documentário de Roberto Farias e Hector Babenco, "O Fabuloso Fittipaldi", e convenceram o produtor Armando Pittigliani a chamar o trio para acompanhá-los na gravação. Os diretores do documentário insistiram para que os irmãos Valle utilizassem a canção "Azimuth" que havia sido lançada em 1969 (no álbum Mustang Cor de Sangue, de Marcos Valle) e sido até tema de novela. Como Marcos Valle tinha contrato com a Odeon, ele não poderia ser creditado como autor do álbum (que seria lançado pela Philips Records). A solução, sugerida pelo produtor, foi creditar o álbum ao trio, até então chamado de "Projecto III". Como não acreditava que fosse um bom nome, Armando sugeriu que eles adotassem como nome o título da canção de Marcos Valle e Novelli, sugestão com a qual o trio concordou. A parceria com Marcos Valle ainda renderia mais um disco, lançado no mesmo ano (Previsão do Tempo), e o trio passaria a excursionar com Marcos Valle.
Nos anos subsequentes continuam a excursionar e gravar com grandes nomes da música popular brasileira, como Clara Nunes, Hyldon, Belchior, João Nogueira, Tim Maia e a Banda Veneno do maestro Érlon Chaves. Em 1974, participaram da trilha sonora da novela O Espigão com a canção "Pela Cidade". No ano seguinte, gravam um disco no estúdio "Havaí" e o oferecem a várias gravadoras. Quem comprou os acetatos para lançar o LP Azimüth foi a Som Livre. A Rede Globo aproveitou o novo lançamento de sua empresa irmã e incluiu a canção "Linha do Horizonte", que abria o álbum, na trilha sonora da novela Cuca Legal. Puxado pela canção, o álbum vendeu bem. No mesmo ano, participam da trilha sonora da novela Pecado Capital, com a canção "Melô da Cuíca" que, lançada em compacto no mesmo ano, fez sucesso nacionalmente. Em 1977, lançam o segundo álbum, agora pela WEA, intitulado Águia Não Come Mosca. Beneficiado pelo fato de "Voo sobre o Horizonte" ter estourado na trilha sonora da novela Locomotivas, o disco vende bem.

### Carreira internacional
O estilo único do grupo, especialmente neste lançamento, chamou a atenção de Claude Nobs, o diretor do Festival de Jazz de Montreux, que resolveu convidá-los para participar da edição de 1977 (tornando-se a primeira banda brasileira a tocar no festival). A boa repercussão da apresentação levou a uma turnê americana juntamente com Airto Moreira e sua esposa, a cantora Flora Purim, que cruzou o país de costa a costa. A turnê acabou rendendo um contrato com a Milestone Records, selo dedicado ao jazz pertencente à gravadora norte-americana Fantasy Records. Assim, em 1979, lançam Light as a Feather trazendo a canção "Jazz Carnival" que, lançada em compacto no mesmo ano, torna-se um sucesso, atingindo a 19ª colocação na parada britânica em janeiro de 1980 e vendendo 250 mil cópias na Europa.
O sucesso do álbum de estreia na nova gravadora permitiu que o grupo lançasse uma série de álbuns ecléticos e influentes pela Milestone na década seguinte, levando a uma carreira internacional bem estabelecida nos mercados dos Estados Unidos e da Europa. Os três membros gravaram, ainda, álbuns solo pela mesma gravadora. Em 1989, dois fatos marcam a carreira da banda: o fim do seu contrato com a gravadora Milestone e a saída - um "desquite amigável", segundo Mamão - de Bertrami da banda. Assim, Alex Malheiros e Ivan Conti recrutam Jota Moraes para o lugar de Bertrami e os três assinam com a gravadora Intima Records, pela qual gravaram dois álbuns: Tudo Bem - dedicado a Chico Mendes, que tinha sido assassinado naquele ano - e Curumim. Como o sucesso não se repete, Jota Moraes deixa o grupo e Marinho Boffa assume em seu lugar. Algum tempo depois é a vez de Alex deixar o grupo e ser substituído por Adriano Giffoni. Em retrospectiva sobre esse momento, Mamão protesta: "mas aí já não era mais o Azymuth".
Com essa formação, o grupo continuou fazendo shows, mas não gravando. Foi só em 1994, com a explosão do acid jazz de bandas que cultuavam o som do Azymuth - como Jamiroquai, Brand New Heavies e Incognito - que a gravadora Far Out Recordings - de Joe Davis, a quem eles já conheciam desde 1989 - ofereceu um contrato para eles - novamente com Bertrami e Malheiros - gravarem. Assim, a partir de 1996 começam a sair os discos pela nova gravadora - como Carnival, Woodland Warrior, Pieces of Ipanema, Before We Forget e Partido Novo - e eles experimentam uma ressurgência, especialmente na Inglaterra e no resto da Europa. Uma das principais razões desse novo interesse pelo grupo deve-se aos remixes de suas canções por importantes DJ's da cena eletrônica europeia. Em 2008, lançam Butterfly que é universalmente aclamado pela crítica especializada como seu melhor trabalho pela Far Out. Em 2011, lançam Aurora, seu último trabalho de inéditas. No ano seguinte, no dia 9 de julho falece Bertrami, após não resistir a uma internação para tratar uma falência hepática. Após um breve hiato, decidem continuar a carreira, a princípio convidando Fernando Moraes para assumir os teclados em um tour na Europa e, ao voltar ao Brasil, convidando Kiko Continentino para substituir Bertrami

## Integrantes
- Formação atual:
  - Kiko Continentino: teclados.
  - Alex Malheiros: baixo.
- Ex-integrantes (em ordem alfabética): Adriano Giffoni (baixo), Ariovaldo Contesini (percussão), Ivan Conti (bateria), José Roberto Bertrami (teclados), Jota Moraes (teclados) e Marinho Boffa (teclados) Fernando Moraes (teclados).

## Discografia

### Antes do Azymuth

#### Álbuns de estúdio
- 1972 - Som Ambiente - CID Entertainment (com Marcos Valle, creditados como Som Ambiente)
- 1972 - Brazil by Music Fly Cruzeiro - Serviços Aéreos Cruzeiro do Sul (sem créditos de autor)

#### Compacto simples
- 1972 - Concerto para um Verão / The Girl from Paramaribo (com Marcos Valle, creditados como Alan and his Orchestra)

### Como Azymuth

#### Trilhas sonoras
- 1973 - O Fabuloso Fittipaldi - Philips Records (com Marcos Valle)

#### Álbuns de estúdio
- 1975 - Azimüth - Som Livre
- 1977 - Águia Não Come Mosca - WEA
- 1979 - Light as a Feather - Milestone Records
- 1980 - Outubro - Milestone
- 1982 - Cascades - Milestone
- 1982 - Telecommunication - Milestone
- 1983 - Rapid Transit - Milestone
- 1984 - Flame - Milestone
- 1985 - Spectrum - Milestone
- 1986 - Tightrope Walker - Milestone
- 1988 - Crazy Rhythm - Milestone
- 1989 - Carioca - Milestone
- 1989 - Tudo Bem - Intima Records
- 1990 - Curumim - Intima
- 1996 - Carnival - Far Out Recordings
- 1998 - Woodland Warrior - Far Out Recordings
- 1999 - Pieces of Ipanema - Far Out Recordings
- 2000 - Before We Forget - Far Out Recordings
- 2002 - Partido Novo - Far Out Recordings
- 2004 - Brazilian Soul - Far Out Recordings
- 2008 - Butterfly - Far Out Recordings
- 2011 - Aurora - Far Out Recordings
- 2013 - By Request
- 2016 - Fênix - Far Out Recordings